# 青木美枝
青木 美枝（あおき みえ、本名・位田美枝、1965年（昭和40年）1月17日 - ）は、フジテレビジョン経理局財務部所属の社員で、元アナウンサー。

## 来歴・人物
栃木県出身。栃木県立栃木女子高等学校を経て筑波大学第二学群比較文化学類卒業。1987年フジテレビジョン入社。
アナウンサー時代は、「FNNスーパータイム」（お天気コーナー）や、「FNNモーニングコール」などを担当。同期は笠井信輔、塩原恒夫、中井美穂。
身長が175cmと、フジテレビに限らず当時の女性アナウンサーの中では長身で、自己紹介の時など「フジテレビのキリン」とひとこと付け加えることも多かった。
その後、ニューヨーク支局勤務を経て、1996年7月国際局国際部に異動し、海外番組販売を担当。2004年7月報道局報道センターに異動し、1年内勤のニュース制作に携わる。2005年7月報道局報道番組部に異動し、選挙特番・報道特別番組制作を担当。2006年7月に経理局財務部に異動し、一般支払担当2年を経て、現在は謝金担当。
空手初段（黒帯）を保持しており、週2回は道場に通っている。

## 過去の出演番組
- FNNスーパータイム（お天気コーナー）
- FNNモーニングコール
- なるほど!ザ・ワールド（海外レポーター）
- 出たMONO勝負!